# Escada (azienda)
Escada è un'azienda tedesca di moda femminile creata nel 1978 ad Aschheim, vicino a Monaco di Baviera, in Germania, ed è di proprietà di Regent, LP, una società internazionale di private equity guidata dall'investitore Michael Reinstein.
L'azienda è stata fondata dalla designer svedese Margaretha Ley. Vende al dettaglio accessori moda e ready-to-wear. Dal 2017, Escada SE opera in 80 paesi con 600 punti vendita in tutto il mondo. Il marchio di moda di lusso impiega circa 1.500 dipendenti con sedi internazionali a Milano, Parigi, Tokyo, Londra, Beverly Hills e New York City.

## Storia
Escada è stata fondata nel 1978 da Margaretha e Wolfgang Ley a Monaco, in Germania. Essendo una ex modella e avendo una solida formazione in sartoria presso la corte reale di Stoccolma, Margaretha Ley divenne nota per i suoi modelli audaci e femminili. La collezione di abbigliamento da donna Escada, caratterizzata da squisiti intarsi e applicazioni, fu presentata per la prima volta nel 1978. L'azienda si distinse presto per le sue creazioni distintive caratterizzate da combinazioni insolite di colori e motivi, ricami esclusivi e capi in maglia dal design elaborato. Escada vide una rapida ripresa e ampliò continuamente le sue collezioni e il suo lavoro creativo.
Nel corso della sua espansione internazionale, Escada SE si quotò in Borsa nel 1986, con i Ley che mantenevano il 51% delle azioni con diritto di voto. Oltre al marchio Escada, l'azienda produceva anche abbigliamento femminile con i marchi Crisca, Laurèl, Apriori e Natalie Acatrini, produceva la collezione femminile Cerruti 1881 con un accordo di licenza e possedeva una percentuale di maggioranza di St. John Knits (dal 1990) e Badgley Mischka (dal 1992). Escada ha introdotto il suo primo profumo caratteristico nel 1990.
Dopo la morte di Margareth Ley nel 1992, Michael Stolzenburg (1992–1994) e Todd Oldham (1995–1997) furono i direttori del design del marchio. Nel 1993, la società vendette la sua quota in St. John Knits.  Nel 1995, l'azienda lanciò l'etichetta Escada Sport, creò una propria collezione di accessori che includeva borse e scarpe e concesse importanti licenze, collaborando con partner come Procter & Gamble. Nel 2001, la prima collezione di lingerie Escada è stata prodotta e distribuita dalla svizzera Hanro.  Ad eccezione di Escada Sport, l'azienda ha interrotto tutte le sue linee secondarie nel 2001, come Escada Weekend o Escada Couture, concentrandosi invece sul marchio principale Escada. Dopo 12 anni nel settore, Escada è uscita dal business della bellezza nel 2002 vendendo le sue attività e concedendo in licenza il suo nome a Wella; a sua volta, Wella ha firmato un accordo di licenza mondiale a lungo termine con Escada per la produzione e la commercializzazione di fragranze e cosmetici.
Nel 2006, Damiano Biella è entrato in Escada nella nuova posizione di direttore creativo. Nel 2007, l'artista Stefan Szczesny ha creato una nuova collezione a Saint-Tropez, in Francia. Dal 2008, Bruno Sälzer è stato amministratore delegato di Escada con responsabilità di design, marketing e vendite. Sotto la sua guida, l'azienda vendette la sua affiliata Primera AG con sede a Münster, che comprendeva i marchi Apriori, Cavita e Laurèl, nonché BiBA all'investitore finanziario Mutares. Poco dopo, ha lanciato un piano infruttuoso per raccogliere 29 milioni di euro (41 milioni di dollari) in un’emissione di diritti come parte di un piano di ristrutturazione dei propri debiti.
L'11 agosto 2009 Escada ha presentato istanza di fallimento presso il tribunale locale di Monaco, poiché un'offerta di scambio per le obbligazioni in circolazione di 200 milioni di euro non era stata accettata dall'80% necessario di tutti i possessori di obbligazioni. Sven Ley, figlio del fondatore Wolfgang Ley, collaborò con l'ex capo di Gucci, Giacomo Santucci, e il gruppo di investimento italiano Borletti per offrire quasi 80 milioni di euro (118,2 milioni di dollari) per Escada. Nel novembre 2009, la società è stata infine acquisita dal miliardario indiano Lakshmi Mittal, con sede a Londra, la cui nuora, Megha Mittal, è emersa come nuova proprietaria ed è diventata presidente del consiglio di amministrazione della società.
Dopo la vendita, Bettina Hammerl (2009–2012) e Daniel Wingate (2012–2017) hanno supervisionato il design della moda di Escada. Sälzer si è dimesso dalla carica di CEO nel dicembre 2014 e gli è subentrato Glenn McMahon.
Dal 2016 al 2019, Iris Epple-Righi è stata amministratore delegato di Escada. Durante il suo mandato, Niall Sloan è entrata a far parte dell'azienda come direttore del design globale nel 2017.  Sloan ha presentato la sua prima collezione in passerella per Escada alla settimana della moda di New York per la primavera/estate 2019 per celebrare il 40º anniversario dell'azienda. L'evento si è tenuto presso la storica Park Avenue Armory. Per la stagione Autunno/Inverno 2019 Sloan ha presentato la sua successiva collezione, ispirata alla vita e all'eredità di Hedy Lamarr, durante la settimana della moda di Parigi a febbraio presso l'Institut de France.
Escada ha annunciato la cantante britannica Rita Ora come volto del marchio per la campagna primaverile del 2019. Ora ha rilasciato una versione della ESCADA Heart Bag che ha contribuito a progettare e una parte dei proventi della vendita del design è stata donata a Women for Women International.
Mittal ha venduto Escada nell'ottobre 2019 a Regent, LP , una società globale di private equity con sede a Beverly Hills, in California. Entro settembre 2020, la società ha nuovamente presentato istanza di insolvenza, con l'intenzione di limitare le operazioni aziendali nel paese e la sua presenza al dettaglio.